# Hendrik Brosens
Henricus (Hendrik) Maria Gerardus Brosens (Hoogstraten, 11 september 1850 - aldaar, 24 maart 1912) was een Belgisch brouwer en politicus voor de Katholieke Partij.

## Levensloop
Hij werd geboren als vierde kind (en tweede zoon) in het gezin met tien kinderen van arts-brouwer-politicus Jan Baptist Brosens en liep school op het Klein-Seminarie van Hoogstraten. In 1870 (na het overlijden van zijn vader) nam hij brouwerij Het Fortuyn over van zijn ouders en vormde deze om tot Brouwerij Brosens. Onder zijn bewind groeide de brouwerij uit tot de belangrijkste in de omgeving, te meer doordat tal van huizen opkocht en deze als herberg doorverhuurde. In 1890 liet hij een nieuwe mouterij bouwen.
Daarnaast was hij politiek actief. In 1875 werd hij verkozen tot gemeenteraadslid en in 1977 volgde hij Franciscus Vermeulen op als burgemeester van Hoogstraten, een functie die hij uitoefende tot 1911. Hij werd in deze hoedanigheid opgevolgd door Alfons Van Hoof. Daarnaast maakte hij ook deel uit van de Antwerps provincieraad. In deze hoedanigheid was hij het eerste raadslid die feitelijk in het kanton Hoogstraten woonde. Op 5 juli 1892 volgde hij daarin de Antwerpenaar Max Bausart op, een mandaat dat hij zou blijven uitoefenen tot 14 juni 1908.  Toen droeg hij (omwille van zijn gezondheidstoestand, Brosens had het jaar voordien een beroerte gehad) zijn provincieraadszetel over aan zijn (toekomstige schoonzoon) Jozef Vermeulen.
Brosens ijverde onder meer voor een kanaal richting Nederland en een verbinding van de buurtspoorwegen (NMVB) tussen Oostmalle en Hoogstraten. In 1885 bekwam Hoogstraten deze verbinding en verkreeg hierdoor een aansluiting op de tramlijn tussen Antwerpen en Turnhout. In 1901 volgde de openstelling van het traject tussen Hoogstraten en Merksplas. Daarnaast was hij in 1894 (naar aanleiding van de invoering van het algemeen meervoudig stemrecht) initiatiefnemer van de Kantonnale Kiezersbond, spreekbuis van dit orgaan werd de Gazet van Hoogstraten.
Hij was ridder in de Leopoldsorde. Uit zijn huwelijk kwamen zeven kinderen voort. Zijn zoon Antoon en kleinzoon Henri waren eveneens politiek actief, evenals zijn schoonzonen Antoon Mastboom en de (reeds eerder vernoemde) Jozef Vermeulen.